# Francesco Scarlatti
Francesco Scarlatti (* 5. Dezember 1666 in Palermo; † um 1741 in Dublin) war ein italienischer Violinist und Komponist.

## Leben

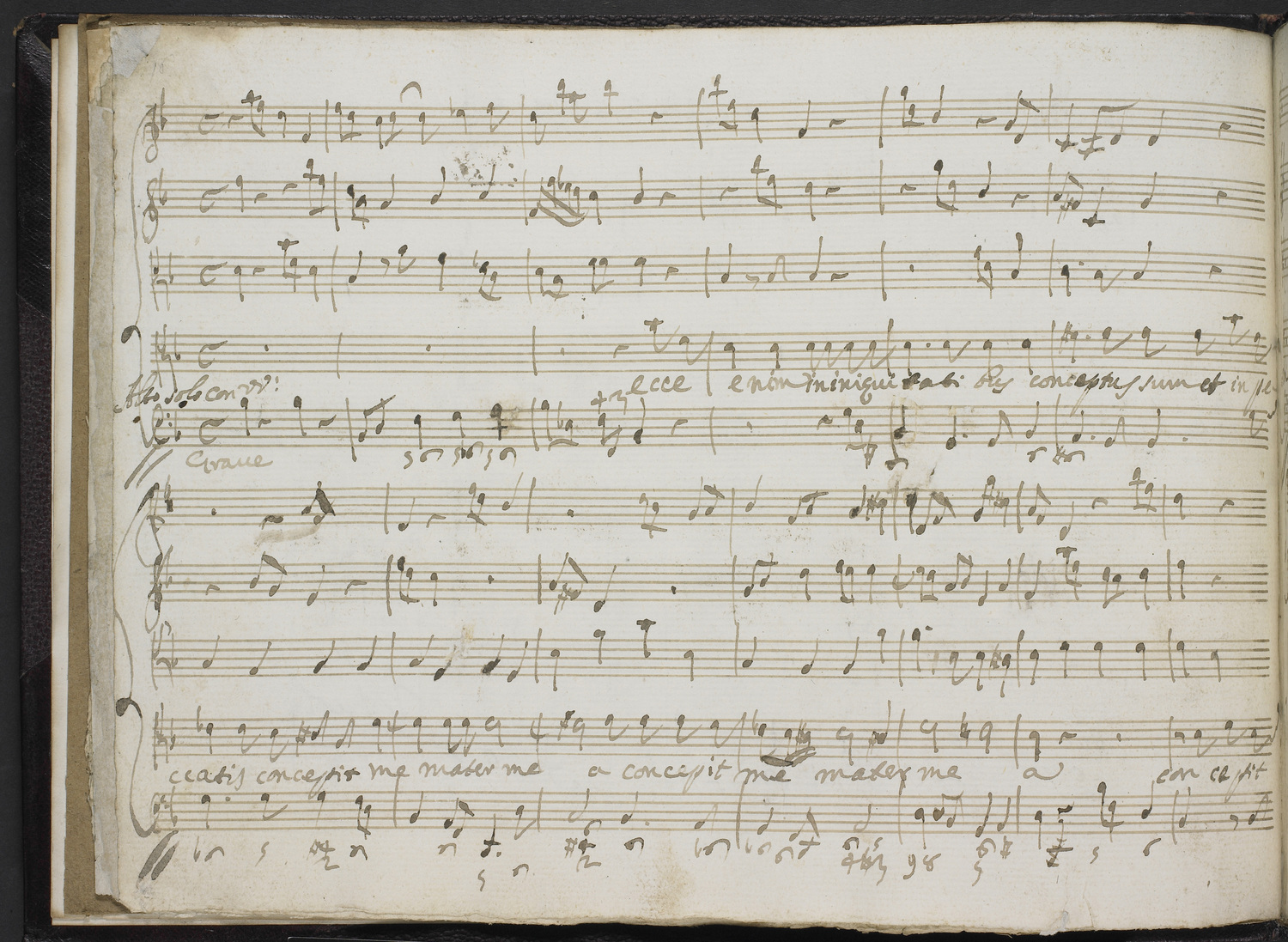
Manuskript von Francesco Scarlattis Miserere mei Deus

Francesco Scarlatti kam nach eigener Aussage etwa im Alter von sieben Jahren nach Neapel, wo er an einem der Conservatorios seine musikalische Ausbildung erhielt. Als 1684 sein älterer Bruder Alessandro Scarlatti erster Kapellmeister der königlichen Hofkapelle in Neapel wurde, vermittelte dieser ihm dort eine Stelle als Violinist. 1691 war er in Palermo, wo er 1694 als Mitglied der Unione dei musici erwähnt wurde. 1699 wurde in Rom bei der Arciconfraternita del SS. Crocifisso sein Oratorium Agnus ooccisus ab origine mundi in Abele aufgeführt. In Palermo wurde 1703 der Dialog La profetessa guerriera aufgeführt. Weitere Oratorien kamen 1710 in Rom und 1711 in Neapel zur Aufführung. Francesco Scarlatti bewarb sich 1715, mit Fürsprache von Johann Joseph Fux, vergeblich um die Stelle des Vizekapellmeisters der Wiener Hofmusikkapelle, die an Antonio Caldara vergeben wurde.
Anfang 1719 war er wieder als Mitglied der Hofkapelle in Neapel besoldet. Im Mai des gleichen Jahres gab er in London in dem damals bedeutenden Veranstaltungsgebäude Hickford's Room ein Konzert mit eigenen Kompositionen, weitere Konzerte folgten 1720 und 1724. Er war in Kontakt mit dem kunstliebenden James Brydges, 1. Duke of Chandos, der ihn drängte, seinen Bruder Alessandro für seine Hofkapelle zu gewinnen. Ab 1733 war Scarlatti in Dublin, möglicherweise durch Vermittlung von Matthew Dubourg oder Thomas Roseingrave. In Dublin erwähnen ihn Zeitungen mehrmals als Master of Musick. Scarlatti muss nach längerer Krankheit etwa im Januar 1741 in Dublin verstorben sein, da am 13. Februar 1741 ein Benefizkonzert für ihn gegeben wurde.
Francesco Scarlatti komponierte Messen und weitere liturgische Werke, mehrere Oratorien, Kantaten, ein Bühnenwerk und eine Sinfonia, Werke, die zum Teil verschollen sind.